# Шемановский, Иван Семёнович
Иван Семёнович Шемано́вский (в монашестве Иринарх; 28 января [9 февраля] 1873, Бела, Соколовский уезд, Седлецкая губерния, Российская империя — после 1920 года, СССР) — бывший архимандрит Русской православной церкви, миссионер, русский историк, этнограф, основатель первого музея на Ямале, ныне носящий его имя.

## Биография
Родился 28 января (9 февраля) 1873 года в семье потомственных дворян в городе Бела Соколовского уезда Седлецкой губернии (ныне Бяла-Подляска, Польша).
Рано оставшись сиротой, получил образование в Императорском Гатчинском Николаевском сиротском институте, который окончил в 1892 году. Поступил в Новгородскую духовную семинарию, которую окончил в 1897 году.
В 1897 году он завершил учёбу в Новгородской духовной семинарии и 5 октября того же года епископом Чебоксарским Антонием (Храповицким) был пострижен в монахи с именем Иринарх, а уже 13 октября согласно собственному прошению был определён членом Обдорской миссии. На следующий день епископ Чебоксарский Антоний возвёл его в сан иеродиакона, а 17 октября — в чин иеромонаха.
5 марта 1898 года назначен исполняющим должность настоятеля Обдорской миссии. В апреле прибыл в волостное село Обдорск (ныне Салехард) Берёзовского уезда Тобольской губернии.
За годы жизни в Обдорске им опубликовано более 50 статей в журнале «Православный благовестник», которые повествуют об условиях работы в Обдорской миссии, об инородцах Тобольского Севера. С именем Шемановского связано основание в Обдорске инородческого пансиона и миссионерской школы, открытие библиотеки и краеведческого музея. Им было создано Обдорское миссионерское братство во имя святителя Гурия, архиепископа Казанского и Свияжского чудотворца, патронировавшее все вышеупомянутые учреждения. Кроме того, он добился выделения средств на организацию в городе женской миссионерской общины, первым занялся огородничеством и выращиванием овощей в северных широтах. Отец Иринарх составил «Хронологический обзор событий в Березовском крае 1032—1910 гг.», издал две книги — «История Обдорской духовной миссии 1854—1904 гг.» и «Каталог книг церковной миссионерской библиотеки Обдорского миссионерского братства во имя святого Гурия, архиепископа Казанского и Свияжского чудотворца».
За плодотворную миссионерскую деятельность 20 мая 1905 года определением Святейшего Синода от 7 апреля 1905 года был возведён в сан игумена епископом Тобольским и Сибирским Антонием (Каржавиным).
23 октября 1910 года вышел Приказ Святейшего правительствующего синода о перемещении игумена Иринарха на должность Тверского епархиального миссионера-проповедника согласно его прошению о переводе.
В Твери продолжал свою миссионерскую деятельность, много времени уделял научной работе, занимался изучением раскола, обрабатывал материал, собранный им ещё в Обдорске, поддерживал переписку с Б. М. Житковым, помогая ему в работе над сборником ненецких легенд и сказок, вёл переписку с жителями Обдорска.
В апреле 1912 года он становится первым настоятелем Свято-Духова монастыря в городе Царицыне, но не находит общего языка с паствой, приученной к черносотенным проповедям иеромонаха Илиодора (Труфанова), и вскоре в сане архимандрита уезжает в Корею, где возглавляет Сеульскую православную миссию.
В мае 1912 года архимандриту Иринарху пожалованы знаки ордена Св. Анны III степени.
С 10—12 сентября 1914 года временно исполнял обязанности заведующего Владивостокской церковно-учительской школой.
С августа 1915 года настоятель Иссык-Кульского Троицкого мужского монастыря в Туркестане.
Ещё с революции 1905 года увлекался социалистическими идеями. Общался с сосланными революционерами. По признанию самого Шемановского: «Во мне стал делаться под их влиянием идеологический перелом в воззрениях. Он был медлен, но вместе с медлительностью связывалась прочность переменяемых убеждений. Перелом был двоякий: религиозный и политический. Он завершился в окончательной форме лишь летом 1918 года, когда я решил поступить в члены безрелигиозной коммуны „Новая Эра“, основанной в Пржевальском уезде <…> В начале декабря 1918 года я был принят в члены Верненской организации коммунистов-большевиков… Порвав со всем старым, я иду нога в ногу и рука в руку с коммунизмом, который для меня дороже самой жизни».
В номере 38 газеты «Голос пролетариата», печатного органа Пржевальского Угоркома РКП(б), И. С. Шемановский поместил свой отказ от священного сана, в связи с чем был официально лишён этого сана Русской Православной Церковью.
В декабре 1918 года И. С. Шемановский избран организацией РКП(б) г. Верный (Алма-Ата) в редакционный коллектив вестника Трудового Народа Семиреченской области.
В марте 1919 года освобождён от этой должности и переехал в коммуну «Новая эра», Пржевальского уезда. Здесь он работал секретарём, организатором дошкольного и внешкольного воспитания и обучения детей коммунаров.
В августе 1919 года он переехал в Пржевальск и до 26 ноября 1919 года работал ответственным редактором городской партийной газеты «Голос пролетариата». Работал также ответственным агитатором Просветительно-культурного коллектива. Затем служил писцом и заведовал Информационно-инструкторским подотделом уездного Ревкома. Был выбран городским правозаступником и членом комиссии при городском партийном комитете по устройству лекций и информированию граждан в области политической, социальной, экономической и пр.
В конце 1920 года после увольнения по собственному желанию от исполнения обязанностей зав. Информационным отделом при Уревкоме был зачислен в Пржевальский Военкомат на должность заведующего Агитационно-Просветительным отделом Пржевальского уезда. Затем крайком партии Туркестана отозвал его в Ташкент, а оттуда Иван Семёнович был отправлен в Джамбул для организации коммуны «Новая Эра».
После этого достоверных сведений о его дальнейшей судьбе пока нет. Скорее всего, жизнь И. С. Шемановского оборвалась в боях Гражданской войны в Туркестане в 1922—1923 годах. По другим данным умер в 1918 году.

## Публикации
- К вопросу о разумном использовании земельных угодий Иссык-Кульского монастыря // Вестник Семиреченского трудового народа. 1919. — № 48.
- Коммуна «Новая эра» // Вестник Семиреченского трудового народа. 1919. — № 14.
- На черную доску. Пржевальское духовенство во время последнего бунта // Голос пролетариата. 1919. — Сент.
- «Отцы пустынники и жены непорочны…» // Вестник Семиреченского трудового народа. 1919. — № 13.
- Избранные труды / [сост. Л. Ф. Липатова; авт. вступ. ст. Л. Ф. Липатова]. — М. : Сов. спорт, 2005. — 299 с. — ISBN 5-85009-785-6
- Избранные труды : в 2-х томах / И. С. Шемановский; [составитель и автор вступительной статьи Л. Ф. Липатова ; ГБУ «Ямало-Ненецкий окружной музейно-выставочный комплекс им. И. С. Шемановского»]. — Москва : Советский спорт, 2011. — 1500 экз. — ISBN 978-5-9718-0556-4.